# Парке Палермо
„Парке Палермо“ (на испански: Parque Palermo) е многофункционален стадион в столицата на Уругвай гр. Монтевидео.
На него играе домакинските си мачове футболният отбор „Сентрал Еспаньол“. Капацитетът му е 6500 места.